# Kopalnia rud ołowiu, srebra i cynku wraz z systemem gospodarowania wodami podziemnymi w Tarnowskich Górach
Kopalnia rud ołowiu, srebra i cynku wraz z systemem gospodarowania wodami podziemnymi w Tarnowskich Górach (ang. Tarnowskie Góry Lead-Silver-Zinc Mine and its Underground Water Management System) – wspólna nazwa grupy zabytków poprzemysłowych związanych z górnictwem rud metali nieżelaznych z okresu między XVIII a XX wiekiem, wpisanych w 2017 roku na listę światowego dziedzictwa UNESCO, położonych na terenie Tarnowskich Gór oraz częściowo Bytomia i gminy Zbrosławice w województwie śląskim.
Wpisu dokonano 9 lipca 2017 na 41. sesji Komitetu Światowego Dziedzictwa odbywającej się w Krakowie. Grupa zabytków obejmuje 28 obiektów, m.in. wpisane na listę Pomników historii oraz znajdujące się na Europejskim Szlaku Dziedzictwa Przemysłowego i Szlaku Zabytków Techniki Województwa Śląskiego, Sztolnię Czarnego Pstrąga oraz Zabytkową Kopalnię Srebra, podziemne wyrobiska, chodniki, szyby, sztolnie oraz park z początku XX wieku.

## Starania o wpis
Pomysł wpisania pogórniczych zabytków Tarnowskich Gór na listę światowego dziedzictwa UNESCO pojawił się po raz pierwszy w 2004 roku, po wpisaniu Zabytkowej Kopalni Srebra oraz Sztolni Czarnego Pstrąga na listę Pomników historii. Cztery lata później Stowarzyszenie Miłośników Ziemi Tarnogórskiej (SMZT) będące zarządcą zabytków podjęło współpracę z Barrym Gamble – brytyjskim ekspertem ds. UNESCO – który podjął się doradztwa i pomocy w opracowaniu wniosku. W 2010 roku we wstępnym raporcie wykazał mocne i słabe strony tarnogórskiej kandydatury. Po początkowym okresie braku zainteresowania wnioskiem ze strony władz samorządowych oraz państwowych, w 2011 roku inicjatywę Stowarzyszenia wsparł Urząd Miejski i Starostwo Powiatowe w Tarnowskich Górach oraz władze województwa śląskiego, zaś poseł na Sejm RP Tomasz Głogowski ułatwił kontakt z komitetem do spraw światowego dziedzictwa działającym przy Ministerstwie Kultury i Dziedzictwa Narodowego. Na początku 2013 roku Ministerstwo zarekomendowało wpis Zabytkowej Kopalni Srebra i Sztolni Czarnego Pstrąga na listę UNESCO, wysłało też wstępne zgłoszenie do siedziby UNESCO w Paryżu.

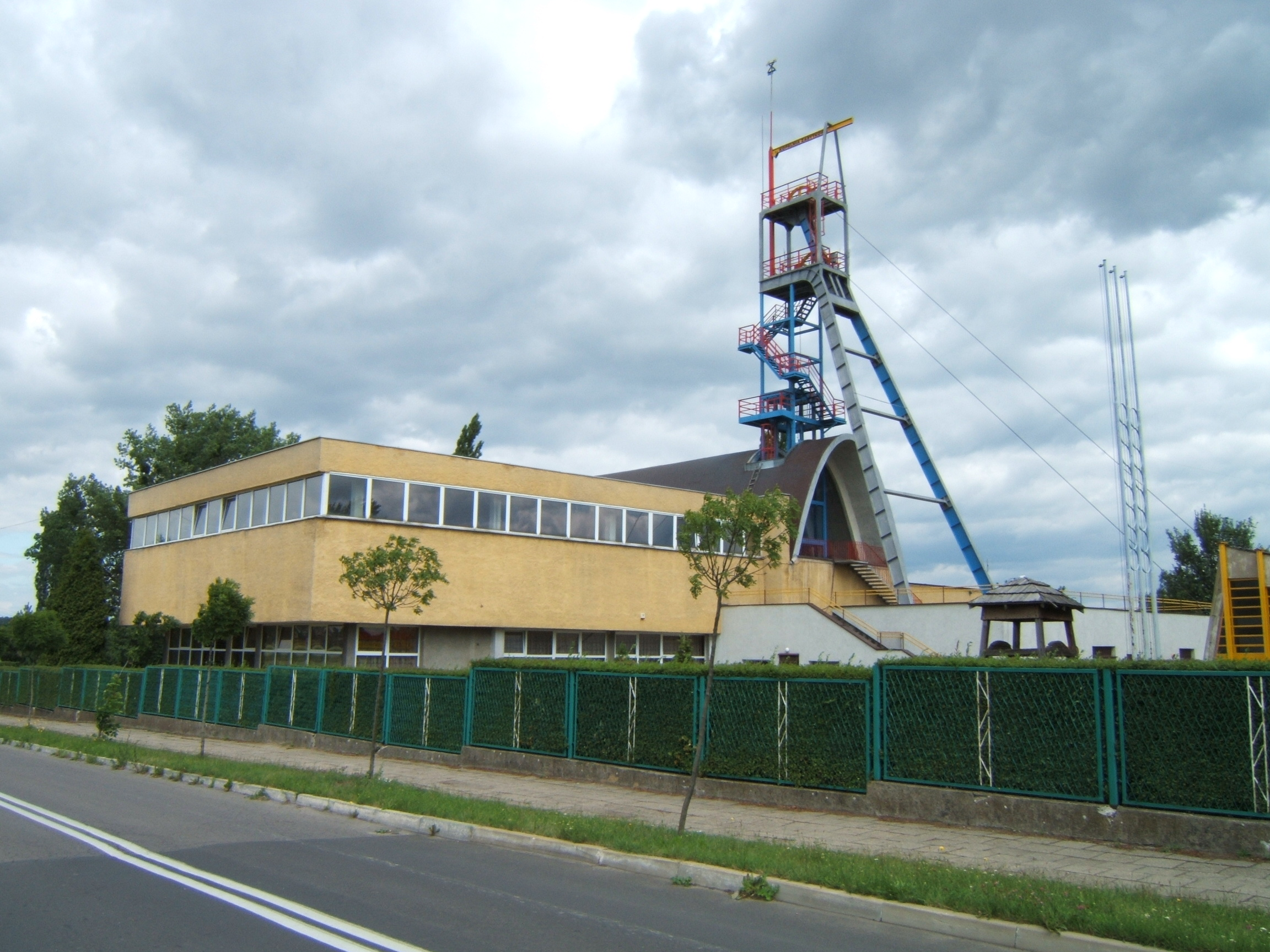
Szyb „Anioł” wraz z budynkiem nadszybia mieszczącym Zabytkową Kopalnię Srebra

Początkowo wniosek o wpis na listę światowego dziedzictwa miał zostać złożony w styczniu 2015 roku, jednak z powodu odkrycia w Czechach, Niemczech i Anglii nieznanych wcześniej bogatych archiwaliów, postanowiono przesunąć złożenie wniosku celem uzupełnienia dokumentacji. W międzyczasie w budynku Sejmu RP odbyła się wystawa fotograficzna Tarnogórskie podziemia – nowy obiekt na Liście UNESCO? promująca kandydaturę zabytków z Tarnowskich Gór. W lipcu 2015 roku Ministerstwo Kultury i Dziedzictwa Narodowego zadeklarowało przekazanie kwoty 100 tys. zł na dokończenie wniosku do UNESCO, zaś w grudniu tego samego roku Sejmik Województwa Śląskiego przyjął rezolucję w sprawie poparcia starań o wpisanie tarnogórskiej kopalni na listę UNESCO.
Ostatecznie po ośmiu latach przygotowań wniosek o wpis tarnogórskich podziemi na listę UNESCO został ukończony na początku 2016 roku. Liczył około 1000 stron, w tym 300 stron planu zarządzania i 170 stron załączników. Jego opracowane (wraz z kosztami ekspertyz, opinii i badań) pochłonęło ok. 300 tys. złotych. 28 stycznia 2016 wniosek o wpisanie tarnogórskich podziemi i naziemnych obiektów pogórniczych został oficjalnie złożony przez przedstawicieli polskiego rządu w paryskiej siedzibie UNESCO. W marcu tego samego roku Centrum Światowego Dziedzictwa pozytywnie zaopiniowało pod względem formalnym przesłany wniosek, co pozwoliło na rozpoczęcie wielomiesięcznej analizy merytorycznej tarnogórskiej kandydatury.

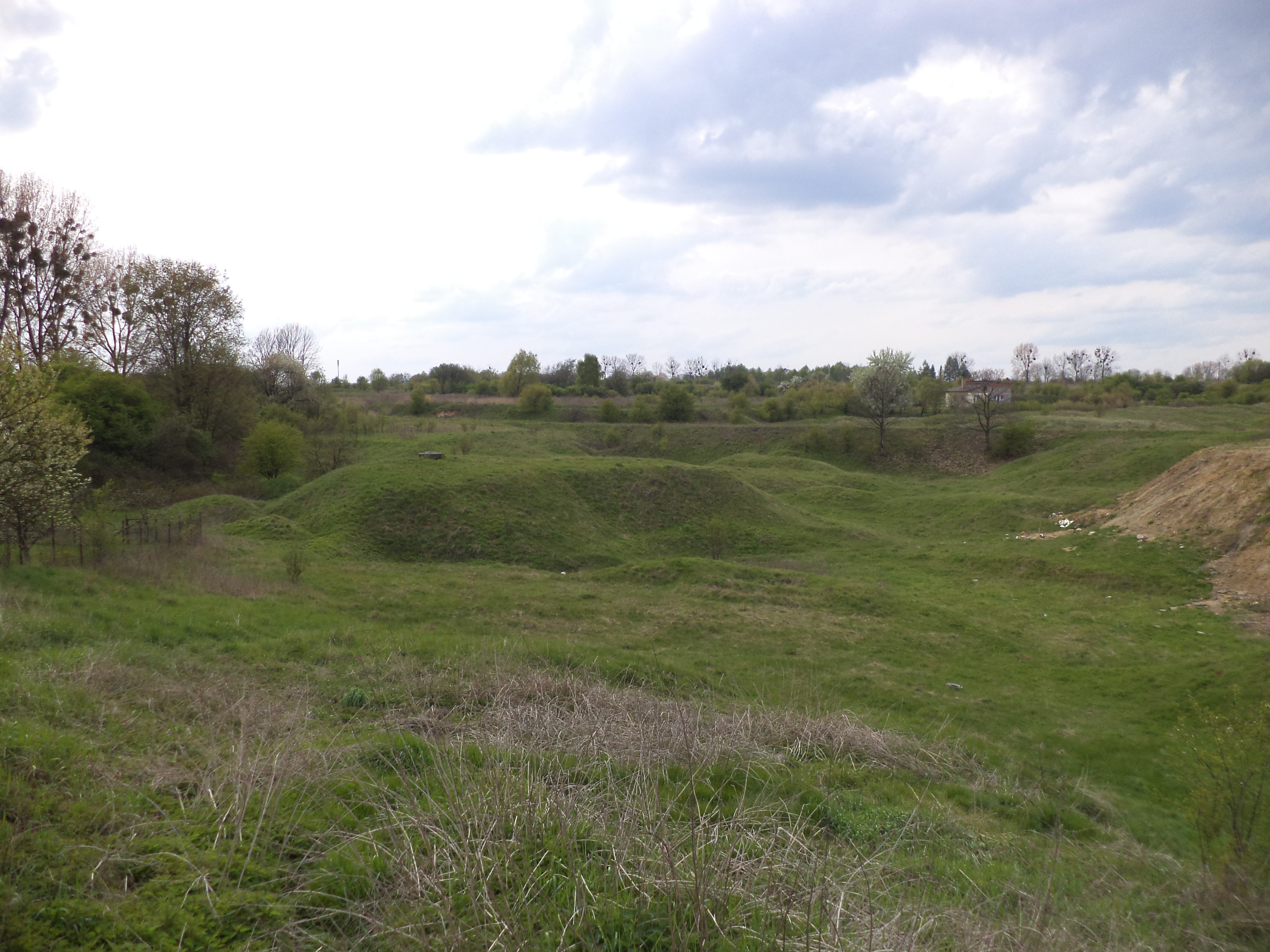
Pofałdowany teren w obrębie ulicy Wodociągowej i Staszica będący pozostałościami po dawnej działalności wydobywczej kopalni „Fryderyk”

W kwietniu 2016 roku wizytacji zgłoszonych obiektów dokonali specjaliści polskiego Narodowego instytutu Dziedzictwa (NID), zaś od 29 sierpnia do 4 września tego samego roku w mieście gościła grupa ekspertów z Międzynarodowej Rady Ochrony Zabytków i Miejsc Historycznych (ICOMOS) na czele z Michelem Cotte’em, emerytowanym profesorem Université de Nantes.
7 listopada 2016 przedstawiciele dwunastu instytucji z województwa śląskiego, m.in. urzędów powiatów i gmin, na terenie których znajdują się kandydujące do wpisu zabytki, a ponadto Górnośląskiego Przedsiębiorstwa Wodociągów, Przedsiębiorstwa Wodociągów i Kanalizacji w Tarnowskich Górach, Muzeum Górnictwa Węglowego w Zabrzu, Śląskiego Wojewódzkiego Konserwatora Zabytków, Regionalnej Dyrekcji Ochrony Środowiska w Katowicach oraz Nadleśnictwa Brynek podpisali porozumienie o współpracy w zakresie użytkowania, ochrony, konserwacji, promocji i wykorzystania turystycznego obiektów pogórniczych z Tarnowskich Gór, Bytomia i Zbrosławic, a także wypracowania ogólnych zasad działania i współpracy określonych w Planie Zarządzania dobrem na lata 2016–2020. To pierwsze tego typu przedsięwzięcie na rzecz dziedzictwa kultury przemysłowej w Polsce.
Jednocześnie odbywała się promocja polskiej kandydatury. Podczas 40. sesji Komitetu Światowego Dziedzictwa odbywającej się w Stambule Zabytkowa Kopalnia Srebra w Tarnowskich Górach była jednym z czterech obiektów ujętych na prezentowanej w kuluarach wystawie Historic Mines – Art of Nature, Work of People (pol. „Zabytkowe Kopalnie – Dzieło Przyrody, Sztuka Człowieka”) zorganizowanej z okazji 40. rocznicy podpisania przez Polskę Konwencji w sprawie ochrony światowego dziedzictwa kulturalnego i naturalnego. Wystawę o podobnej nazwie Art of Nature, Work of People (pol. „Dzieło Przyrody, Sztuka Człowieka”) otwarto również 30 maja 2017 w budynku Parlamentu Europejskiego w Brukseli.

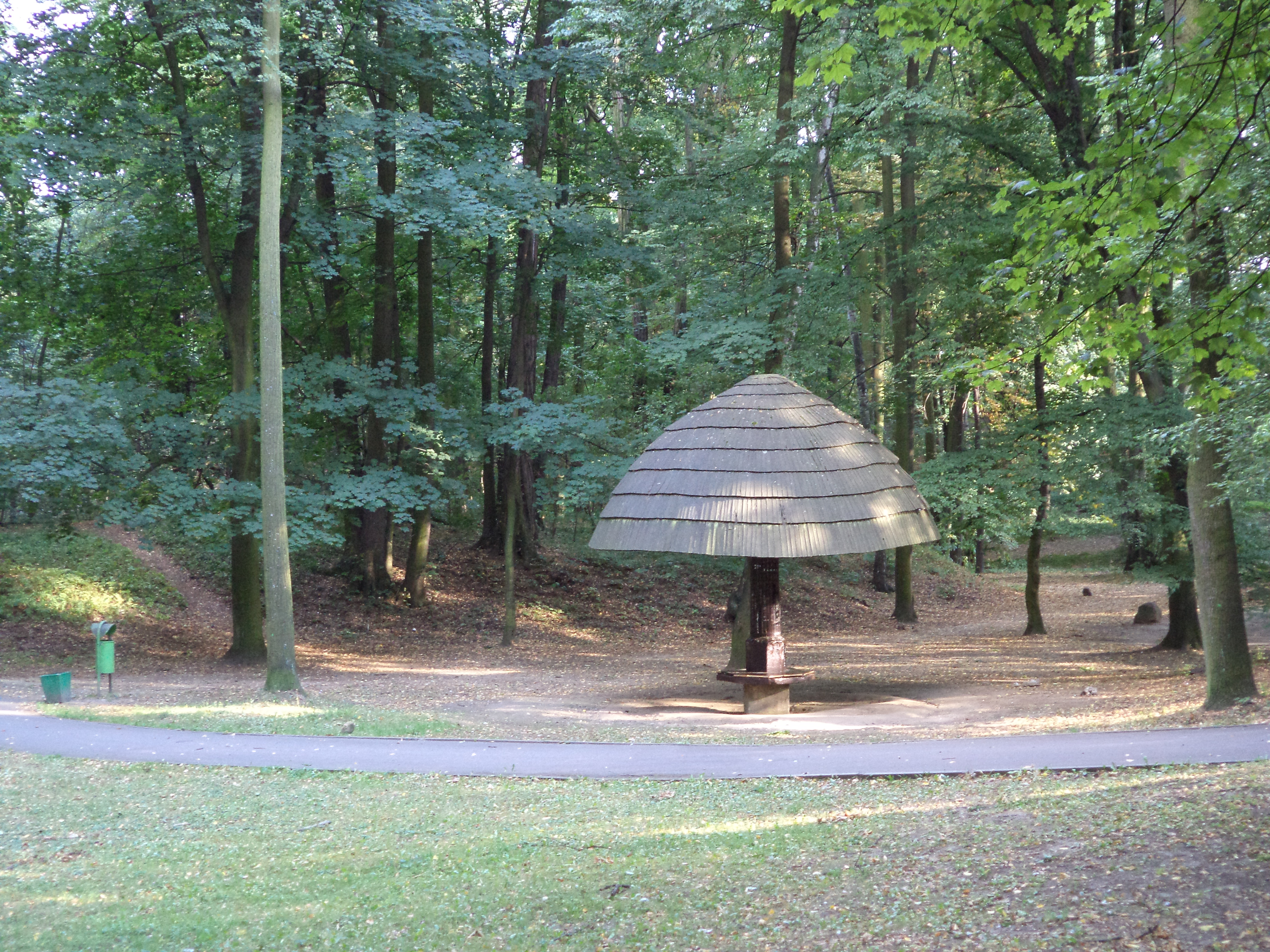
Park Miejski – przykład jednej z pierwszych udanych rekultywacji terenów pogórniczych w Europie

18 kwietnia 2017 na zaproszenie posła Tomasza Głogowskiego wizytę w Tarnowskich Górach złożyła Ambasador Republiki Chorwackiej w Polsce, Andrea Bekić. Chorwacja była jednym z państw członkowskich Komitetu Światowego Dziedzictwa w 2017 roku.
Na odbywającym się w dniach 25–26 kwietnia 2017 w budynku tarnogórskiego magistratu wyjazdowym posiedzeniu sejmowej Komisji Kultury Fizycznej, Sportu i Turystyki posłowie zadecydowali o skierowaniu postulatu do Ministerstwa Spraw Zagranicznych oraz Ministerstwa Sportu i Turystyki, aby resorty te podjęły wzmożone działania wobec ambasadorów państw-członków Komitetu Światowego Dziedzictwa, które na 41. sesji mającej się odbyć w lipcu w Krakowie miałyby zadecydować o wpisie górnośląskich obiektów pogórniczych na listę UNESCO. Ponadto zdecydowano również, że w Sejmie RP zorganizowana zostanie prezentacja, która pokaże starania Tarnowskich Gór o wpis na listę UNESCO zagranicznym ambasadorom urzędującym w Warszawie. Do spotkania z ambasadorami doszło 9 czerwca 2017.
5 czerwca z wizytą do Tarnowskich Gór przyjechała Ambasador Republiki Filipin w Polsce, Patricia Ann V. Paez. Ambasador zwiedziła Zabytkową Kopalnię Srebra oraz centrum miasta i zapewniła o poparciu dla polskiej kandydatury ze strony Filipin jako jednego z członków Komitetu Światowego Dziedzictwa.
Na zaproszenie senator Marii Pańczyk-Pozdziej 29 czerwca wizytę w mieście złożył ambasador kolejnego kraju członkowskiego Komitetu Światowego Dziedzictwa, Ambasador Republiki Angoli, Domingos Culolo.
9 lipca 2017, pomimo opinii ICOMOS sugerującej dalsze dopracowywanie wniosku, polska kandydatura Kopalni rud ołowiu, srebra i cynku wraz z systemem gospodarowania wodami podziemnymi w Tarnowskich Górach wpisana została na Listę światowego dziedzictwa UNESCO. Otrzymała numer 1539.

## Po wpisaniu na Listę UNESCO

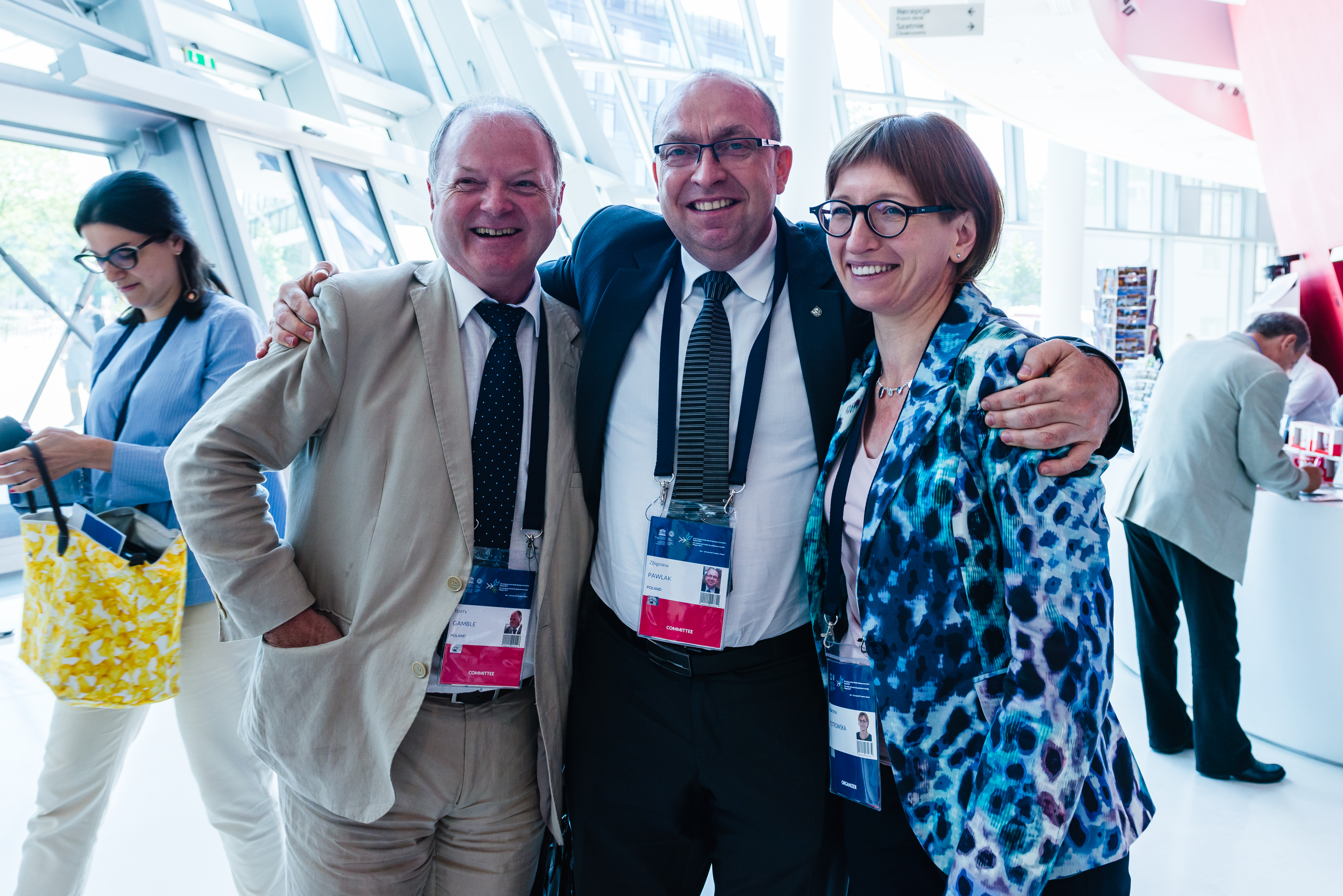
Współautorzy wniosku o wpis krótko po ogłoszeniu decyzji Komitetu Światowego Dziedzictwa. Od prawej: Katarzyna Piotrowska, Zbigniew Pawlak i Barry Gamble

Krótko po wpisaniu zabytków na Listę światowego dziedzictwa UNESCO zdumienie Stowarzyszenia Miłośników Ziemi Tarnogórskiej oraz części mieszkańców miasta wywołał post posłanki Prawa i Sprawiedliwości, Barbary Dziuk na portalu społecznościowym Facebook, w którym uznała wpis na Listę za sukces Rządu z ramienia PiS oraz swój osobisty. Stowarzyszenie wydało własne oświadczenie w tej sprawie, w którym zaprotestowało przeciwko podpisywaniu się pod pracą Stowarzyszenia oraz zapowiedziało wydanie informatora o wpisanych zabytkach, wraz z informacją o osobach, które wspierały wniosek.
W październiku 2017 tarnogórskie zabytki otrzymały oficjalne logo UNESCO informujące o fakcie wpisania Kopalni rud ołowiu, srebra i cynku wraz z systemem gospodarowania wodami podziemnymi w Tarnowskich Górach na Listę światowego dziedzictwa, tablicę z którym odsłonięto 2 grudnia 2017 roku na budynku nadszybia Zabytkowej Kopalni Srebra. Z kolei 17 kwietnia 2018 roku na Zamku Królewskim w Warszawie odbyła się ceremonia wręczenia oficjalnego certyfikatu będącego potwierdzeniem wpisu.
10 października 2017 w Zabytkowej Kopalni Srebra odbyło się wyjazdowe posiedzenie senackiej Komisji Kultury i Środków Przekazu dotyczące sposobów promocji i ochrony pogórniczych zabytków Tarnowskich Gór wpisanych na Listę Światowego Dziedzictwa UNESCO.
11 listopada 2017 roku podczas ceremonii odbywającej się w Pałacu w Rybnej współautorzy wniosku o wpisanie Kopalni rud ołowiu, srebra i cynku wraz z systemem gospodarowania wodami podziemnymi w Tarnowskich Górach na Listę światowego dziedzictwa – dr Katarzyna Piotrowska, kierownik Ośrodka ds. Światowego Dziedzictwa w Narodowym Instytucie Dziedzictwa oraz Barry Gamble – zostali odznaczeni przez burmistrza miasta, Arkadiusza Czecha oraz przewodniczącego rady miejskiej, Tomasza Olszewskiego, tytułami Honorowych Obywateli Miasta Tarnowskie Góry.
W lutym 2018 roku kompleks tarnogórskich zabytków pogórniczych obejmujący m.in. Zabytkową Kopalnię Srebra oraz Sztolnię Czarnego Pstrąga został wytypowany przez Polską Organizację Turystyczną (POT) jako jedna z „dziesięciu krajowych atrakcji, którą koniecznie trzeba w tym roku zobaczyć”. W tym samym roku w listopadzie Zabytkowa Kopalnia Srebra została nominowana do wyróżnienia Złotym Certyfikatem POT (tzw. „turystycznym Oskarem”), który ostatecznie otrzymało Muzeum Powstania Warszawskiego. Kopalnię wyróżniono Złotym Certyfikatem rok później; podczas siedemnastej edycji konkursu w listopadzie 2019 roku.
Od marca do przełomu maja i czerwca 2020 roku z powodu pandemii COVID-19, choroby wywoływanej przez koronawirusa SARS-CoV-2, Zabytkowa Kopalnia Srebra wraz ze Skansenem Maszyn Parowych oraz Sztolnia Czarnego Pstrąga pozostawały zamknięte dla zwiedzających, co przyczyniło się do pogorszenia sytuacji finansowej zarządzającego zabytkami Stowarzyszenia. Dodatkowo obostrzenia sanitarne oraz ogólna sytuacja na rynku usług turystycznych spowodowały drastyczny spadek liczby turystów odwiedzających zabytki w okresie styczeń-lipiec w porównaniu z rokiem 2019 (spadek o ponad 75% w przypadku Kopalni i około 85% w przypadku Sztolni) nawet po ich ponownym otwarciu w czerwcu 2020 roku. 5 listopada 2020 roku Kopalnię i Sztolnię ponownie zamknięto, co w obliczu dalszego pogarszania się finansów SMZT i widma jego upadłości, a co za tym idzie ryzyka odebrania tytułu obiektu światowego dziedzictwa UNESCO, spowodowało konieczność założenia w styczniu roku następnego zbiórki pieniędzy na rzecz zabytków w serwisie Patronite. 6 lutego 2021 roku oba obiekty znowu zostały otwarte dla zwiedzających. Ponownego otwarcia po kolejnych obostrzeniach dokonano 4 maja tego samego roku.
25 sierpnia 2020 roku wizytę w Zabytkowej Kopalni Srebra złożył ówczesny premier, Mateusz Morawiecki.

## Badania i zarządzanie obiektami UNESCO

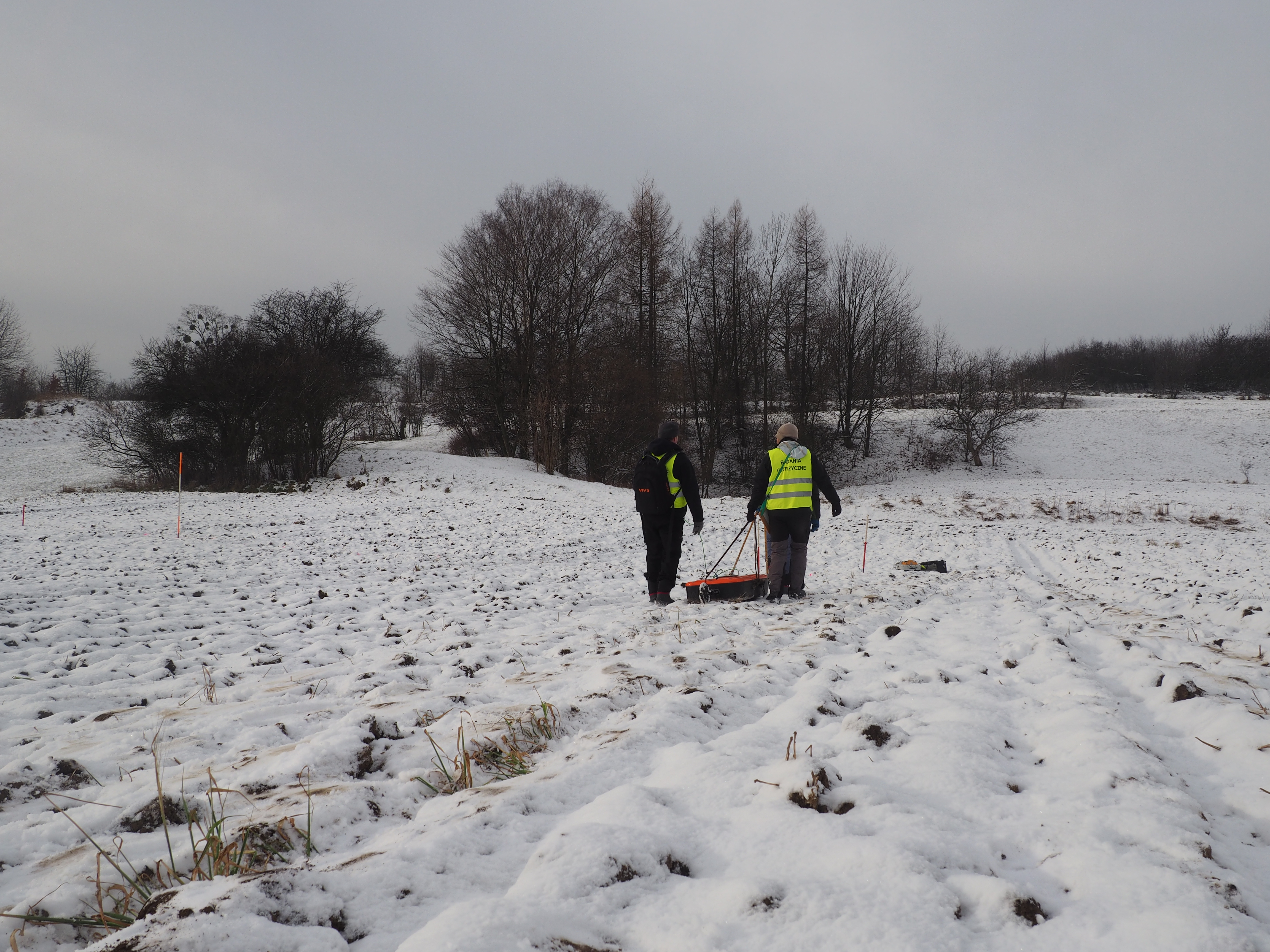
Poszukiwania śladów maszyny parowej w pobliżu Parku Kunszt oraz szybu „Heinitz”

Wraz z wpisem na Listę światowego dziedzictwa podjęto zakrojone na szeroką skalę badania archeologiczne. Na przełomie września i października 2017 były one prowadzone na terenie Parku Miejskiego, gdzie w ramach przygotowań do rewaloryzacji obiektu odkryto zarys fundamentów nieistniejącej współcześnie altany, pozostałości kamiennych rynsztoków oraz dawnych ścieżek. W styczniu 2018 w okolicy Parku Kunszt oraz szybu „Heinitz” rozpoczęto poszukiwania fundamentów i śladów działalności pierwszej na Górnym Śląsku maszyny parowej typu Newcomena oraz pozostałości niewielkiej sztolni „Kunst Rösche” odprowadzającej wodę z najbliższej okolicy maszyny do rzeki Stoły. Badania prowadzone z użyciem georadaru prowadzi zespół naukowców z Wydziału Nauk o Ziemi Uniwersytetu Śląskiego w Katowicach. Pod koniec marca 2018 roku naukowcy tego wydziału rozpoczęli również badania hałdy popłuczkowej, których celem ma być m.in. stworzenie jej trójwymiarowego modelu. Od 2018 roku w ramach projektu Dobre praktyki dla wzmocnienia bioróżnorodności i aktywnej ochrony muraw galmanowych rejonu śląsko-krakowskiego BioGalmany hałda badana jest również przez pracowników Wydziału Biologii i Ochrony Środowiska. Podjęto się restytucji tego unikatowego zbiorowiska, m.in. wycinając w lutym 2019 roku część porastających hałdę sosen.

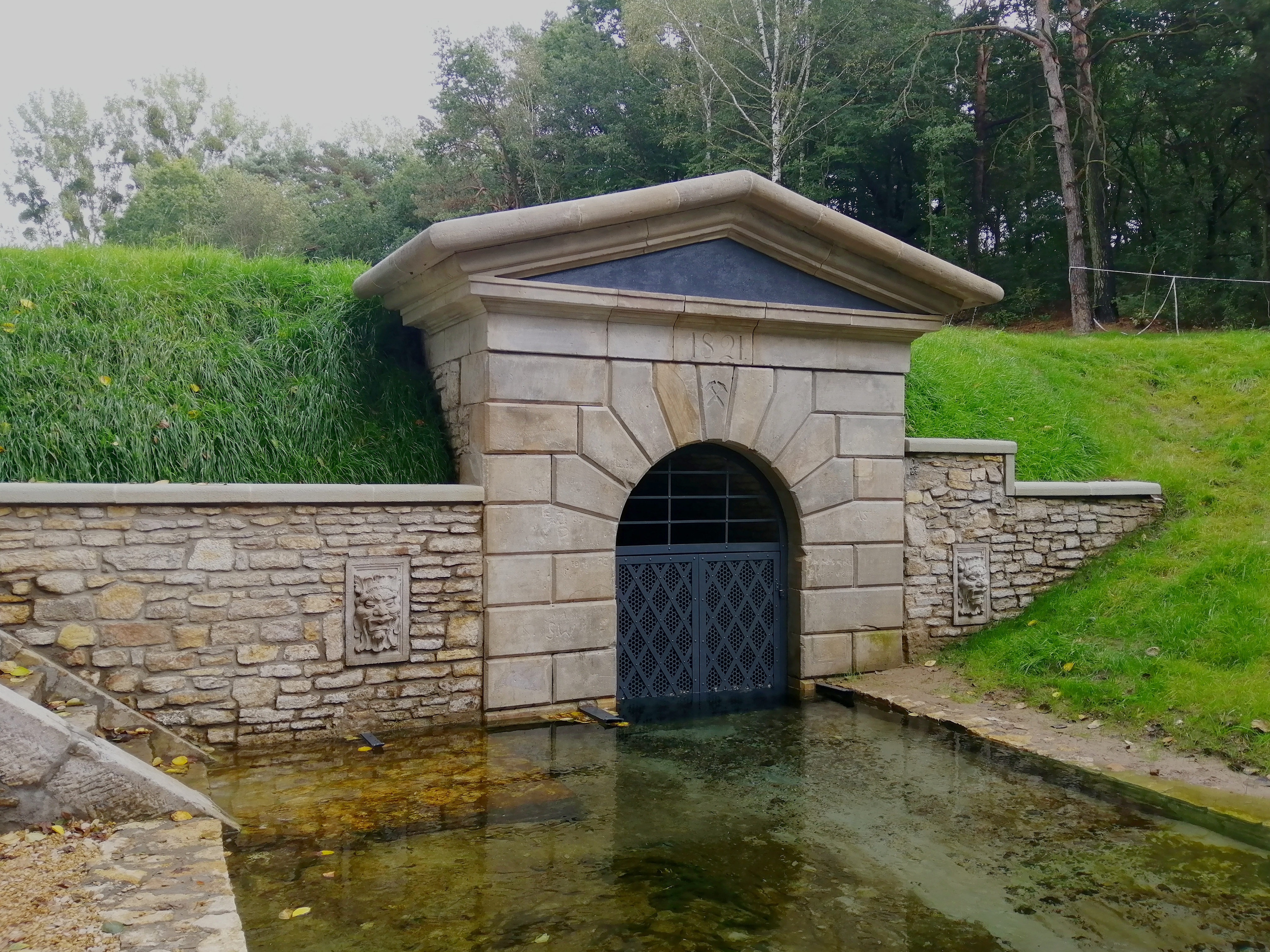
Portal wylotu Sztolni Głębokiej „Fryderyk” odnowiony w latach 2019–2020

W marcu 2018 zarząd województwa śląskiego podjął decyzję o przekazaniu 2,1 mln złotych unijnej dotacji na usunięcie zapadliska powstałego w 2008 roku w pobliżu wylotu Głębokiej Sztolni „Fryderyk” oraz na konserwację tzw. Bramy Gwarków, czyli zabytkowego portalu sztolni. Całkowity koszt prac (obejmujących również przygotowanie niezbędnych dokumentacji projektowych, a także wybudowanie drogi dojazdowej i przeprawy przez rzekę Dramę do miejsca prowadzenia inwestycji) szacowany jest na ponad 3,5 mln złotych, a ich wykonawcą mają być specjaliści z Muzeum Górnictwa Węglowego w Zabrzu doświadczeni w tego typu przedsięwzięciach. 
Nieco ponad miesiąc później, 20 czerwca 2018 Stowarzyszenie Miłośników Ziemi Tarnogórskiej zawarło z Politechniką Śląską umowę o współpracy w zakresie m.in. realizacji potencjalnych projektów związanych z modernizacją zarządzanych przez SMZT zabytków, w tym obiektów wpisanych na Listę światowego dziedzictwa.
Prace w rejonie wylotu sztolni ruszyły wiosną następnego roku. Pierwsza część inwestycji (usunięcie zapadliska) została sfinalizowana do końca 2019 roku, natomiast po przerwie wymuszonej przez okres ochronny nietoperzy, na przełomie wiosny i lata 2020 roku przystąpiono do odnowienia Bramy Gwarków. Jej remont zakończył się jesienią 2020 roku, a w ramach 11. edycji Industriady zainaugurowano piesze wycieczki z przewodnikiem od szybu „Sylwester”, przez ruiny szybu „Adam”, aż po portal wylotu Sztolni Głębokiej „Fryderyk”.
Podczas Industriady, która odbyła się 26 września 2020 roku, oddano również do użytku nowo wybudowaną bazę turystyczną – obiekt według projektu Waldemara Musioła, dwukondygnacyjny, z tarasem widokowym na dolinę rzeki Dramy, mieszczący centrum obsługi turysty, sklep z pamiątkami, salę edukacyjną i toalety, położony bezpośrednio przy szybie „Sylwester”, do którego nawiązuje stylem i materiałami wykorzystanymi do budowy.
Wcześniej, na początku lipca 2020 roku, przeprowadzono operację wymiany łodzi przewożących turystów 600-metrową trasą Sztolni Czarnego Pstrąga. Stare łodzie przewiozły od 1981 roku 1 776 497 osób.

## Marketing i promocja
2 września 2017 odbył się rajd rowerowy Góry jadą na kole! zorganizowany przez Towarzystwo Sportowe „Gwarek” Tarnowskie Góry. Trasa przejazdu obejmowała zabytki wpisane na Listę UNESCO, m.in. Park Miejski, Sztolnię Czarnego Pstrąga, Kopalnię Zabytkową oraz Park Kunszt.
W grudniu 2017 nakładem SMZT ukazał się pierwszy papierowy przewodnik po wpisanych na Listę UNESCO zabytkach Tarnowskich Gór autorstwa Zbigniewa Pawlaka (wówczas wiceprzewodniczącego Stowarzyszenia) i Mieczysława Filaka. Zawiera on opisy i zdjęcia wszystkich atrakcji będących częścią wpisu, a także mapę z dokładną ich lokalizacją. Poza wersją w języku polskim, dostępne są również wersje angielsko- i niemieckojęzyczna.
Wraz z początkiem 2018 roku wprowadzono nową ofertę biletową, uruchomiono również nowe serwisy internetowe Zabytkowej Kopalni Srebra, Sztolni Czarnego Pstrąga oraz Stowarzyszenia Miłośników Ziemi Tarnogórskiej. W grudniu tego samego roku uruchomiono e-sklep oraz internetową sprzedaż biletów do Zabytkowej Kopalni Srebra. W kwietniu kolejnego roku możliwość zakupu biletu online wprowadzono również w Sztolni Czarnego Pstrąga.
17 lutego 2018 roku miały miejsce zawody na orientację Silesia Race 2018 szlakiem obiektów UNESCO. Trasa biegu obejmowała m.in. Park Kunszt, portal wylotu i roznos sztolni „Boże Wspomóż” w Strzybnicy oraz szyby sztolniowe „Ewa”, „Sylwester” i „Adam”, a także Skansen Maszyn Parowych znajdujący się przy Zabytkowej Kopalni Srebra.
1 maja 2018 roku na terenie skansenu oraz w podziemiach Zabytkowej Kopalni Srebra miało miejsce wydarzenie taneczne WORK it OUT będące inicjatywą Europejskiego Szlaku Dziedzictwa Przemysłowego (ERIH). W wyniku głosowania internautów, zamieszczony w serwisie YouTube tarnogórski teledysk promujący to wydarzenie zajął 2. miejsce spośród 30 zgłoszonych teledysków z 10 krajów Starego Kontynentu. Zabytkowa Kopalnia Srebra wzięła również udział w kolejnych edycjach WORK it OUT, w 2019, 2020 i 2021 roku.

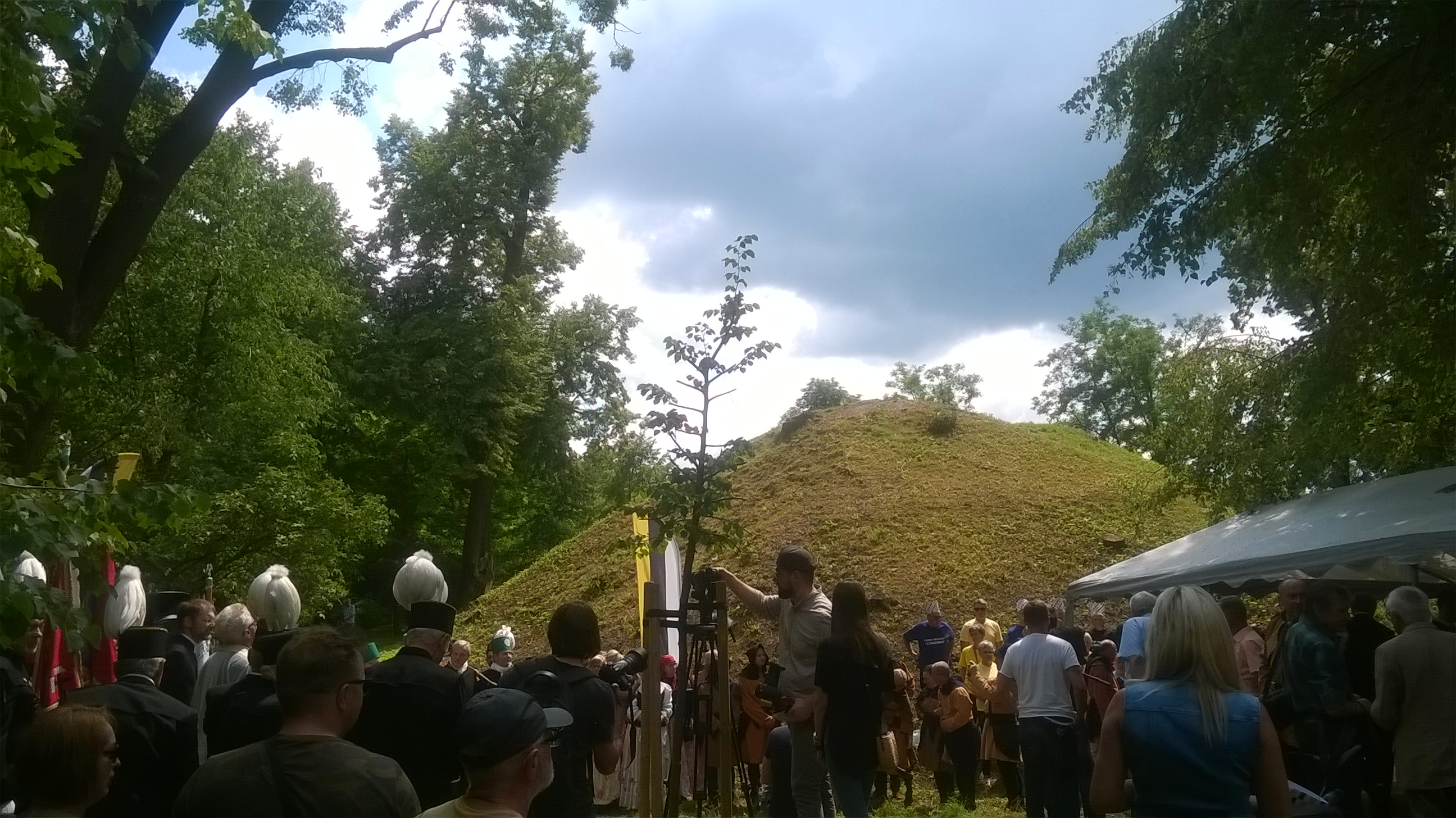
Impreza Barbórka w środku lata w Parku Kunszt w 2018 roku

8 maja 2018 roku Zabytkowa Kopalnia Srebra była jednym z gospodarzy Rozruchu Maszyn – inauguracji Industriady, która w 2018 roku przebiegała pod hasłem Industria jest kobietą. Z kolei 15 lipca 2018 na terenie Parku Kunszt w Bobrownikach odbyła się inauguracja Barbórki w środku lata – imprezy nawiązującej do tradycji dawnych bergfestów, czyli świąt górniczych upamiętniających rocznicę odkrycia 16 lipca 1784 roku w szybie „Rudolphine” pierwszych złóż rud srebronośnych, co przyczyniło się do rozwoju przemysłu na Górnym Śląsku. Następna edycja Barbórki... miała miejsce w 2019 roku. Trwała aż 3 dni – od 12 do 14 lipca – i poza obchodami „na Kunszcie” zorganizowano liczne atrakcje w centrum miasta. W 2020 roku z powodu pandemii COVID-19 obchody święta ograniczono do skromnych uroczystości w Parku Kunszt i mszy świętej w kościele Przemienienia Pańskiego. W 2021 roku Barbórka w środku lata odbyła się w Parku Kunszt oraz – po rocznej przerwie – ponownie na tarnogórskim Rynku.
5 sierpnia 2018 obok Zabytkowej Kopalni Srebra przebiegać miała trasa 2. etapu 75. wyścigu Tour de Pologne z Tarnowskich Gór do Katowic. Jednak z powodu błędu organizatorów, kolarze po przejechaniu rundy honorowej, obejmującej ścisłe centrum miasta, skierowani zostali bezpośrednio do Piekar Śląskich, pomijając planowaną 32-kilometrową pętlę biegnącą m.in. ulicą Szczęść Boże, przy której znajduje się Kopalnia. Przejazd peletonu obok Kopalni doszedł do skutku rok później, 4 sierpnia 2019.

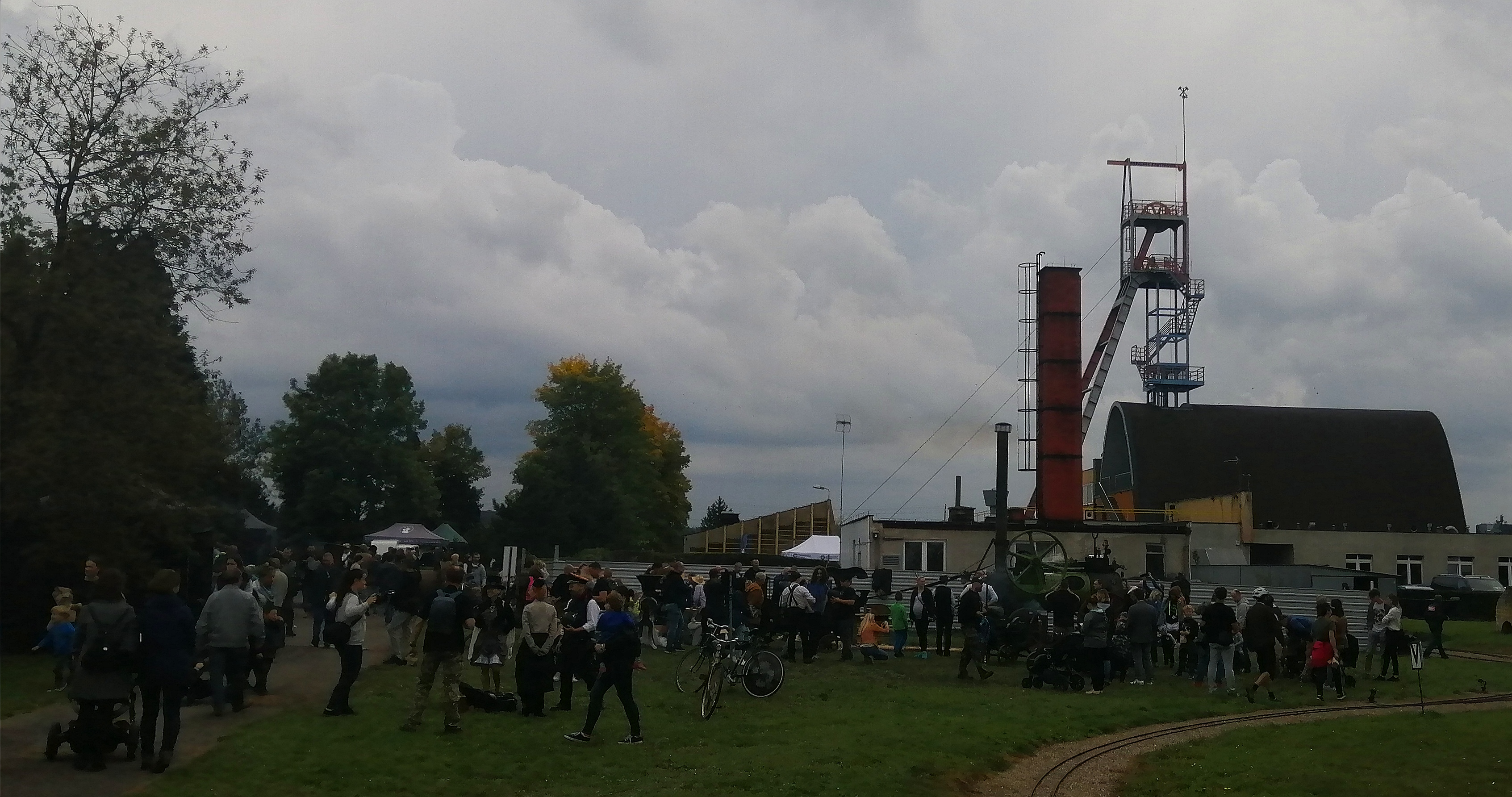
Święto Pary na terenie Skansenu Maszyn Parowych przy Zabytkowej Kopalni Srebra, 28 września 2020

Pod koniec września 2019 roku na terenie przykopalnianego Skansenu Maszyn Parowych miało miejsce Święto Pary, pierwszy w województwie śląskim festiwal dziedzictwa przemysłowego poświęcony w całości technice parowej. Atrakcjami święta były m.in. napędzane parą zabytkowe pojazdy i stacjonarne lokomobile parowe, odbyły się warsztaty i animacje dla dzieci oraz występy tarnogórskich zespołów. W imprezę włączyła się Politechnika Śląska, demonstrując tzw. doświadczenie Watta, oraz Stowarzyszenie Górnośląskich Kolei Wąskotorowych, które wykorzystując wypożyczony ze stacji w Rudach parowóz Las 49 z 1954 roku, podjęło się transportu turystów na trasie Bytom Karb Wąskotorowy–Tarnowskie Góry Kopalnia Srebra. Między tarnogórskim dworcem autobusowym, rynkiem i aquaparkiem kursował z kolei angielski piętrowy autobus z 1959 roku. Udział w Świecie Pary wzięło prawie 5 tysięcy turystów.
Od 17 października do 6 grudnia 2020 odbywała się V edycja akcji Srebrny pociąg, w ramach której sprzedawano bilety łączone na przejazd z Katowic do Tarnowskich Gór (częściowo pociągiem Kolei Śląskich, a częściowo Górnośląskich Kolei Wąskotorowych) i zwiedzanie zabytkowej stacji Bytom Karb Wąskotorowy oraz Kopalni Srebra. Od 16 listopada aż do końca trwania oferty, z uwagi na pogorszenie sytuacji epidemicznej związanej z trwającą pandemią COVID-19, Srebrny pociąg kursował w okrojonej formule obejmującej jedynie zwiedzanie Skansenu Maszyn Parowych. Kursy Srebrnego pociągu były organizowane także w poprzednich latach – jesienią 2016, 2017, 2018 i 2019 roku.
W lipcu 2020 roku na terenie Sztolni Czarnego Pstrąga oraz Zabytkowej Kopalni Srebra i przylegającego do niej skansenu zrealizowane zostało jedno z wydań kultowej audycji Lato z radiem.
Wpisanie tarnogórskich zabytków na Listę światowego dziedzictwa spowodowało wyraźny wzrost liczby turystów odwiedzających udostępnione do zwiedzania obiekty. Zabytkową Kopalnię Srebra odwiedziło w 2017 roku 89 656 osób, co stanowi wzrost o 15,4% w porównaniu z rokiem 2016, natomiast Sztolnię Czarnego Pstrąga – 41 678 osób. Liczby te uplasowały zabytki Tarnowskich Gór w ścisłej czołówce najchętniej zwiedzanych obiektów Szlaku Zabytków Techniki Województwa Śląskiego w roku 2017 – Kopalnię Srebra na miejscu 2. (zaraz po Muzeum Górnictwa Węglowego w Zabrzu), zaś Sztolnię Czarnego Pstrąga na miejscu 4.. W związku z tym faktem, Stowarzyszenie Miłośników Ziemi Tarnogórskiej podjęło decyzję o wyszkoleniu nowych przewodników. Spośród ponad 70 kandydatów, kurs ukończyło prawie 50 osób, które 4 kwietnia 2018 roku odebrały certyfikaty uprawniające do oprowadzania wycieczek po Zabytkowej Kopalni Srebra i Sztolni Czarnego Pstrąga.
W 2018 roku Zabytkową Kopalnię Srebra oraz Sztolnię Czarnego Pstrąga zwiedziło łącznie ponad 170 tys. turystów – blisko o 40 tys. więcej niż rok wcześniej.

## Wpisane obiekty
Wykaz atrybutów wpisanych na Listę:
| Lp.                            | Zdjęcie | Nazwa atrybutu                                 | Położenie                                                                                     | Opis |
| ------------------------------ | ------- | ---------------------------------------------- | --------------------------------------------------------------------------------------------- | --- |
| 0 Podziemia                    |         |                                                |                                                                                               | |
| 1.                             |         | 0.1 Podziemne wyrobiska                        | Tarnowskie Góry, Bytom, Zbrosławice 50°25′18,5″N 18°51′03,1″E/50,421806 18,850861             | Po trwającym kilka stuleci wydobyciu rud ołowiu, srebra i cynku pozostał olbrzymi system wyrobisk, chodników, komór, szybów i sztolni odwadniających. Podziemne korytarze rozciągają się pod Tarnowskimi Górami na długości ponad 150 kilometrów. Całość stanowi unikalny zespół techniczny będący arcydziełem podziemnej inżynierii hydraulicznej. Atrybut odnoszący się do całości podziemnych struktur, w skład których wchodzi zarówno system wyrobisk wydobywczych z różnych okresów, jak i systemy odwadniające. |
| 1 Południowy system sztolniowy |         |                                                |                                                                                               | |
| 2.                             |         | 1.0 Sztolnia Głęboka „Fryderyk”                | Tarnowskie Góry, Zbrosławice 50°25′27,1″N 18°48′45,8″E/50,424194 18,812722                    | Najdłuższa (17-kilometrowa) i najgłębiej położona sztolnia w historii tarnogórskiego górnictwa. Budowana w latach 1821–1834. Od swojego otwarcia skutecznie odprowadza grawitacyjnie wodę z całego podziemnego obszaru. Woda wypływająca ze sztolni jest odprowadzana poprzez roznos (kanał wodny) do rzeki Dramy. |
| 3.                             |         | 1.1 Szyb „Pokój”                               | Tarnowskie Góry, ul. Długa 50°24′49,5″N 18°51′27,4″E/50,413750 18,857611                      | Głęboki na 53 metry, zbudowany na planie prostokąta pionowy szyb maszynowy znajdujący się w pobliżu hałdy popłuczkowej. Wchodzi w skład systemu odwadniającego południowo-wschodniej części Sztolni Głębokiej „Fryderyk”. Na szybie tym pracowała 24-calowa maszyna parowa służąca do pompowania wody ze sztolni i zasilania leżącego tuż obok zakładu płukania rudy. |
| 4.                             |         | 1.2 Szyb „Bohr”                                | Tarnowskie Góry, ul. Mała 50°25′06,2″N 18°51′02,6″E/50,418389 18,850722                       | Owalny szyb pochodzący z wczesnego etapu drążenia tego typu budowli górniczych. Wydrążony w celach wentylacyjnych oraz do budowy Sztolni Głębokiej „Fryderyk”. Od góry zasłonięty kratą wentylacyjną umożliwiającą przedostawanie się nietoperzy do podziemi, otoczony typową hałdą odpadów pogórniczych. |
| 5.                             |         | 1.3 Szyby „Staszic” i „Maszynowy”              | Tarnowskie Góry, ul. Wodociągowa 50°25′16,1″N 18°50′32,7″E/50,421139 18,842417                | Murowane budynki szybów wchodzące w skład XIX-wiecznego kompleksu wodociągowego „Staszic” (dawniej pod nazwą „Adolph”). Początkowo szyby miały charakter wydobywczy, później wykorzystywane zostały przy drążeniu Sztolni Głębokiej „Fryderyk”. Szyb „Staszic” pierwotnie wydrążony w roku 1796 na głębokość 21 metrów, następnie pogłębiony w 1814 do 48 metrów. Większy i prostokątny szyb „Maszynowy” został ukończony w 1822 roku. Obecnie pełnią funkcję wentylacyjną oraz transportową do podziemnych komór zakładu. Oba szyby 3 sierpnia 2016 roku zostały wpisane do rejestru zabytków nieruchomych województwa śląskiego (nr rej. A/464/2016). |
| 6.                             |         | 1.4 Szyb „Pomoc Szczęściu”                     | Tarnowskie Góry, ul. Gliwicka/Kamienna 50°25′17,0″N 18°49′50,1″E/50,421389 18,830583          | Został ukończony w 1832 roku i jest najgłębszym (67 metrów) szybem na głównym odcinku Sztolni Głębokiej „Fryderyk”. Jest zlokalizowany na skrzyżowaniu podziemnych chodników biegnących na południe i na wschód. Osiąga poziom pokładów dolomitu. Jest jednym z szybów umożliwiających grawitacyjny obieg powietrza w podziemiach tarnogórskich oraz służy nietoperzom jako wejście do podziemi. Obiekt otoczony charakterystycznym kopcem. |
| 7.                             |         | 1.5 Sztolniowy szyb maszynowy nr 22 („Karlik”) | Tarnowskie Góry, ul. Witosa 50°25′18,8″N 18°49′05,5″E/50,421889 18,818194                     | Pozostałość po zbudowanym w 1824 roku szybie maszynowym, na którym zainstalowana była 24-calowa maszyna parowa, pompująca wodę przy budowie sztolni. Jako jeden z nielicznych został wydrążony nie w osi Głębokiej Sztolni „Fryderyk”, a w odległości około 4 metrów od niej. Budynek nadszybia częściowo zachowany, wzniesiony z kamienia wapiennego, wpisany do rejestru zabytków (nr rej.: A/482/2016 z 26 sierpnia 2016). |
| 8.                             |         | 1.6 Szyb sztolniowy nr 17 („Sylwester”)        | Tarnowskie Góry, ul. Śniadeckiego/Repecka 50°25′37,3″N 18°48′25,5″E/50,427028 18,807083       | Szyb z 1830 roku, pełniący pierwotnie funkcję wentylacyjną oraz pomocniczą przy szybkim, wielokierunkowym drążeniu Sztolni Głębokiej „Fryderyk”. Obecnie wykorzystywany jako jedno z zejść do Sztolni Czarnego Pstrąga. Budynek nadszybia częściowo zrekonstruowany w latach 50. XX wieku na bazie oryginalnych pozostałości. |
| 9.                             |         | 1.7 Szyb sztolniowy nr 13 („Ewa”)              | Tarnowskie Góry, ul. Śniadeckiego/Repecka 50°25′48,6″N 18°47′59,4″E/50,430167 18,799833       | Jego budowę rozpoczęto w 1827 roku i ukończono rok później. Podobnie jak poprzedni był szybem wentylacyjnym i pomocniczym, a dziś – z odbudowanym nadszybiem – stanowi część obiektu turystycznego (Sztolni Czarnego Pstrąga). |
| 10.                            |         | 1.8 Szyb sztolniowy nr 5 („Adam”)              | Zbrosławice, ul. Wolności 50°25′47,0″N 18°47′19,2″E/50,429722 18,788667                       | Kolejny szyb wentylacyjny i pomocniczy, z 1823 roku. Na uwagę zasługuje autentyczna naziemna pozostałość budynku nadszybia w kształcie rotundy oraz misterne wykończenie murarskie bocznych ścian części podziemnej. Szyb ten znajduje się najbliżej (472 metrów) portalu wylotu Głębokiej Sztolni „Fryderyk”. Został wpisany do rejestru zabytków (nr rej.: A/481/2016 z 11 sierpnia 2016). |
| 11.                            |         | 1.9 Portal wylotu Głębokiej Sztolni „Fryderyk” | Zbrosławice, ul. Wolności 50°25′46,2″N 18°46′56,6″E/50,429500 18,782389                       | Ujście Głębokiej Sztolni „Fryderyk” ujęte w postaci murowanego portalu z bloków piaskowca. Przykład neoklasycystycznej architektury, ozdobiony datą rozpoczęcia drążenia sztolni (1821) oraz wizerunkiem godła górniczego – pyrlika i żeloska. |
| 12.                            |         | 1.10 Roznos Głębokiej Sztolni „Fryderyk”       | Zbrosławice, ul. Wolności 50°25′43,5″N 18°46′39,4″E/50,428750 18,777611                       | Sztuczny kanał wykopany w 1821 roku. Umożliwia odprowadzenie wód podziemnych ze Sztolni Głębokiej „Fryderyk” do pobliskiej rzeki Dramy. Ma długość 1400 metrów. |
| 2 Północny system sztolniowy   |         |                                                |                                                                                               | |
| 13.                            |         | 2.0 Sztolnia „Boże Wspomóż”                    | Tarnowskie Góry 50°27′44,5″N 18°49′11,0″E/50,462361 18,819722                                 | Sztolnia wydrążona w połowie XVII wieku, odbudowana na przełomie XVIII i XIX stulecia. Rozciąga się na długości ponad 3 kilometrów od Wzgórza Redena. Jej zadaniem było odprowadzanie wód podziemnych do rzeki Stoły. Była integralną częścią Północnego Systemu Sztolniowego służącego nie tylko do odwadniania wyrobisk, lecz również do pompowania wody pitnej oraz do celów przeciwpożarowych, co było pionierskim rozwiązaniem. |
| 14.                            |         | 2.1 Szyb „Anioł”                               | Tarnowskie Góry, ul. Szczęść Boże 81 50°25′31,8″N 18°50′58,9″E/50,425500 18,849694            | Budowany od 1789 roku a ukończony 9 lat później na potrzeby kopalni „Fryderyk” szyb o głębokości 43 metry. Obecnie szyb zjazdowy Zabytkowej Kopalni Srebra, połączony pod ziemią z dwoma kolejnymi szybami wytyczoną między nimi trasą turystyczną, oddaną do użytku w 1976 roku. Budynek nadszybia współczesny – również z 1976 roku – mieści w sobie muzeum otwarte w tym samym roku, zmodernizowane w 2012 roku. |
| 15.                            |         | 2.2 Szyb „Żmija”                               | Tarnowskie Góry, ul. Szczęść Boże 50°25′30,8″N 18°50′43,1″E/50,425222 18,845306               | Szyb z 1811 roku o głębokości 48 metrów, obecnie wentylacyjny. Zamontowany w nim przedział drabinowy pełni rolę ewakuacyjną. Na trasie zwiedzania w podszybiu szybu „Żmija” znajduje się podziemna przystań odcinka wodnego Zabytkowej Kopalni Srebra. |
| 16.                            |         | 2.3 Szyb „Szczęść Boże”                        | Tarnowskie Góry, ul. Szczęść Boże 50°25′41,4″N 18°50′42,8″E/50,428167 18,845222               | Jego drążenie do głębokości 43 metrów rozpoczęto w 1815 roku. Jest zlokalizowany w systemach chodnika Heinitza i podkopu Redena, pomiędzy szybem „Żmija” i szybem „Menzel” (nieobjętym wpisem). Naziemna część szybu ma formę kopca, a część podziemna to jedno z najbardziej urokliwych miejsc na trasie zwiedzania. Podszybie sąsiaduje z drugą przystanią dla łodzi w Zabytkowej Kopalni Srebra. |
| 17.                            |         | 2.4 Szyb „Heinitz”                             | Tarnowskie Góry, ul. Parkowa 50°25′34,7″N 18°51′29,6″E/50,426306 18,858222                    | Wydrążony w 1787 roku, najgłębszy szyb w rejonie bobrownickim. Nazwany imieniem pruskiego ministra Friedricha Antona von Heynitza nadzorującego ponowne rozpoczęcia wydobycia rud srebra i ołowiu w okolicy Tarnowskich Gór. Przyległy, wydrążony w 1792 roku, szyb maszynowy obsługiwała 48-calowa maszyna parowa. Obecnie na powierzchni wyróżnia się charakterystyczny kopiec szybu z zadrzewieniem. |
| 18.                            |         | 2.5 Szyb „Reden”                               | Tarnowskie Góry, ul. Skośna 50°25′59,7″N 18°50′54,1″E/50,433250 18,848361                     | Wydrążony w 1794 roku, obsługiwany przez pierwszą maszynę parową typu Boulton&Watt w Europie. Dzięki technice parowej wody podziemne były tłoczone do miasta rurociągiem – pierwszym w dziejach Tarnowskich Gór – a dalej pompowane do leżących na powierzchni zbiorników umiejscowionych m.in. na Rynku. |
| 19.                            |         | 2.6 Szyb „Kaehler”                             | Tarnowskie Góry, ul. Opolska 50°27′03,1″N 18°50′41,1″E/50,450861 18,844750                    | Zlokalizowany na wzgórzu Redena, głęboki na 55 metrów. Jego budowę zaczęto w 1808 roku. Szyb zaopatrywał ludność w wodę pitną w latach 1835–2000 oraz obecnie od 2015 roku. Od 1926 roku stoi na nim charakterystyczna wieża ciśnień. |
| 20.                            |         | 2.7 Szyb „Fryderyka”                           | Tarnowskie Góry, ul. Opolska 50°27′08,3″N 18°50′32,9″E/50,452306 18,842472                    | Szyb z 1801 roku, usytuowany przy końcu chodnika sztolni „Boże Wspomóż”, z którą łączy się na głębokości 43 metrów. Łączy się również z podkopem Redena. Maszyna parowa w sąsiednim szybie maszynowym pompowała wodę z głębszych pokładów do poziomu sztolni. Szyb „Fryderyka” posiada owalny przekrój z kamienną obudową. |
| 21.                            |         | 2.8 Portal wylotu sztolni „Boże Wspomóż”       | Tarnowskie Góry, ul. Zawiszy 50°28′12,5″N 18°48′41,8″E/50,470139 18,811611                    | Jeden z elementów końcowej, powierzchniowej części Północnego Systemu Sztolniowego. Wylot sztolni zamyka współczesna obudowa z 2000 roku, nawiązująca do pierwotnego portalu, zaprojektowanego w stylu neoklasycystycznym. |
| 22.                            |         | 2.9 Roznos sztolni „Boże Wspomóż”              | Tarnowskie Góry, ul. Zawiszy 50°28′23,6″N 18°48′20,7″E/50,473222 18,805750                    | Sztuczne koryto o długości około 500 metrów odprowadzające wody podziemne ze zbudowanej około 1652 roku i rozbudowanej w 1785 roku sztolni „Boże Wspomóż” do rzeki Stoły. |
| 3 Atrybuty powiązane           |         |                                                |                                                                                               | |
| 23.                            |         | 3.1 Stacja wodociągowa „Staszic”               | Tarnowskie Góry, ul. Wodociągowa 50°25′16,1″N 18°50′32,7″E/50,421139 18,842417                | Stacja wodociągowa z 1884 roku, na którą składają się szyby „Staszic” i „Maszynowy”, kotłownia, budynek portierni wraz z warsztatem oraz budynek stacji transformatorowej. W podziemiach wybudowano trzy potężne hale produkcyjne, w których zabudowano urządzenia wodociągowe (pierwotnie parowe, współcześnie elektryczne) do zasilania rurociągu w wodę. Maszyny te pompowały podziemne wody na powierzchnię, by dalej systemem rurociągów dostarczać ją aż do Królewskiej Huty (obecnie Chorzów). Od 3 sierpnia 2016 roku kompleks stacji wodociągowej „Staszic” figuruje w rejestrze zabytków (nr rej. A/464/2016).                                |
| 24.                            |         | 3.2 Krajobraz pogórniczy (XIX wiek)            | Tarnowskie Góry, ul. Staszica/Wodociągowa 50°25′19,6″N 18°50′27,1″E/50,422111 18,840861       | Graniczące ze Stacją Wodociągową „Staszic” pagórkowate tereny to autentyczne, dobrze zachowane pozostałości po dawnej działalności wydobywczej kopalni „Fryderyk”. Liczne „warpie” oraz „pingi” tworzą wyróżniający się krajobraz łąk pogórniczych powstałych w wyniku wydobycia rud ołowiu i srebra w XVI wieku, a następnie rud ołowiu, srebra i żelaza w wieku XIX. |
| 25.                            |         | 3.3 Krajobraz pogórniczy Srebrnej Góry         | Tarnowskie Góry, ul. Długa Bytom, ul. Blachówka 50°24′27,7″N 18°50′26,8″E/50,407694 18,840778 | Rozległy krajobraz górniczy związany z wydobyciem rud ołowiu i srebra w XV i XVI wieku – a być może nawet w XII i XIII wieku – oraz wydobyciem rud cynku i ołowiu w późniejszym okresie (XIX wiek). Obejmuje liczne pagórki powydobywcze („warpie” i „pingi”), nieraz zalane wodą oraz suche odkrywki, a także nowsze, XIX-wieczne kopce przyszybowe, świadczące o wydobyciu rud na wielką skalę. W 1953 roku część obszaru Srebrnej Góry została objęta ochroną w ramach rezerwatu przyrody Segiet. |
| 26.                            |         | 3.4 Hałda popłuczkowa kopalni „Fryderyk”       | Tarnowskie Góry, ul. Długa 50°24′56,1″N 18°51′16,7″E/50,415583 18,854639                      | Obiekt powstał z nagromadzenia odpadów dolomitowych w okresie największego wydobycia rud ołowiu, srebra i cynku, czyli w latach 1870–1920. Wydobyta skała dolomitowa była poddawana procesowi płukania w płuczkach zlokalizowanych w pobliżu szybu „Pokój”, w wyniku czego uzyskiwano czyste metale. Pod koniec drugiej wojny światowej hałda została włączona w niemiecki system obronny, czego pozostałością są bunkry strzeleckie. Obecnie pełni rolę punktu widokowego. |
| 27.                            |         | 3.5 Teren dawnej kopalni „Fryderyk”            | Tarnowskie Góry, ul. Parkowa 50°25′37,2″N 18°51′35,2″E/50,427000 18,859778                    | Obszar o kluczowym znaczeniu dla historii tarnogórskiego górnictwa i powstania kopalni „Fryderyk”. Miejsce odkrycia złóż w 1784 roku upamiętnia kopiec, na którym niegdyś stał pomnik. W pobliżu znajdowały się budynki kopalni, w tym budynek pierwszej, działającej od 1788 roku, maszyny parowej. Dziś teren znany jest jako pomnik przyrody „Park Kunszt”. |
| 28.                            |         | 3.6 Park Miejski                               | Tarnowskie Góry, ul. Wyszyńskiego 50°26′26,1″N 18°50′44,4″E/50,440583 18,845667               | Został założony w 1903 roku i jest jednym z najstarszych w Europie udanych przykładów przekształcenia krajobrazu post-industrialnego i rewitalizacji terenów poprzemysłowych na tereny rekreacyjne na potrzeby lokalnej społeczności uznającej działalność górniczą za ważny element tożsamości kulturowej regionu. Uwagę zwracają liczne kopce dawnych szybów, pozostałości nasypu kolejowego, metalowa pergola oraz drewniana altana inspirowana wieżą szybową. |